# Coefficiente multinomiale
Il coefficiente multinomiale è un'estensione del coefficiente binomiale. Siano {\displaystyle k_{1},\ldots ,k_{r}} dei numeri interi positivi con {\displaystyle k_{1}+\ldots +k_{r}=n}. Il coefficiente multinomiale è definito come
{\displaystyle {n \choose k_{1},\ldots ,k_{r}}:={\frac {n!}{\prod _{i=1}^{r}k_{i}!}},}
dove {\displaystyle \prod _{i=1}^{r}} è il simbolo della produttoria. Il coefficiente multinomiale è sempre un numero naturale.

## Teorema multinomiale
Come generalizzazione del teorema binomiale vale il cosiddetto teorema multinomiale:
{\displaystyle (x_{1}+\ldots +x_{r})^{n}=\sum _{k_{1}+\ldots +k_{r}=n}{n \choose k_{1},\ldots ,k_{r}}\cdot \prod _{i=1}^{r}x_{i}^{k_{i}},}
ossia
{\displaystyle {\bigg (}\sum _{i=1}^{r}x_{i}{\bigg )}^{n}=\sum _{k_{1}+\ldots +k_{r}=n}{n!\cdot \prod _{i=1}^{r}{\frac {x_{i}^{k_{i}}}{k_{i}!}}},}
dove {\displaystyle \sum _{k_{1}+\ldots +k_{r}=n}} indica la sommatoria di tutte le possibili {\displaystyle r}-ple la cui somma degli elementi corrisponda proprio a {\displaystyle n}.
In particolare, per {\displaystyle x_{1}=\ldots =x_{r}=1} si ottiene:
{\displaystyle r^{n}=\sum _{k_{1}+\ldots +k_{r}=n}{n!\cdot \prod _{i=1}^{r}{\frac {1}{k_{i}!}}}.}
Una forma più compatta della precedente formula fa uso della notazione multi-indice e della contrazione tensoriale:
{\displaystyle x^{n}=\sum _{k=n}n!{\frac {\mathbf {x} ^{\mathbf {k} }}{\mathbf {k} !}},}
con le norme unitarie:
{\displaystyle k=\sum _{i=1}^{r}k_{i}=\left\|\mathbf {k} \right\|_{1},}
{\displaystyle x=\sum _{i=1}^{r}x_{i}=\left\|\mathbf {x} \right\|_{1},}
e
{\displaystyle \mathbf {x} ^{\mathbf {k} }=(x_{1}^{k_{1}},x_{2}^{k_{2}},\ldots ,x_{r}^{k_{r}})\in \mathbb {R} ^{r}.}

## Applicazioni
Il coefficiente multinomiale è pari al numero di modi in cui possono essere messi {\displaystyle n} oggetti in {\displaystyle r} scatole distinte, tali che {\displaystyle k_{1}} oggetti stiano nella prima scatola, {\displaystyle k_{2}} nella seconda, e così via.
Inoltre il coefficiente multinomiale dà il numero delle permutazioni di {\displaystyle n} oggetti, di cui {\displaystyle k_{1}} uguali tra loro, {\displaystyle k_{2}} uguali tra loro e così via, dove i valori {\displaystyle k_{i}} sono numeri naturali uguali o maggiori a {\displaystyle 1} che soddisfano quindi {\displaystyle \sum _{i=1}^{r}k_{i}=n}.
Il coefficiente multinomiale viene usato inoltre nella definizione della variabile casuale multinomiale, una variabile casuale discreta, generalizzazione della variabile casuale binomiale. Notiamo {\displaystyle X=(X_{1},\ldots ,X_{r})} una variabile casuale che segue la legge multinomiale di parametri {\displaystyle \left((p_{1},\ldots ,p_{r}),n\right)}, dove i valori {\displaystyle p_{i}} sono dei numeri positivi tali che {\displaystyle p_{1}+\ldots +p_{r}=1}. Immaginamo di lanciare {\displaystyle n} volte un dado a {\displaystyle r} facce distinte, di cui la {\displaystyle i}-esima faccia ha probabilità {\displaystyle p_{i}} di apparire, allora {\displaystyle X_{i}} è il numero di volte che la {\displaystyle i}-esima faccia è apparsa (per ogni {\displaystyle i\in \{1,\ldots ,r\}}). In particolare {\displaystyle X} prende i valori {\displaystyle (k_{1},\ldots ,k_{r})} con probabilità
{\displaystyle \mathbb {P} \left(X=(k_{1},\ldots ,k_{r})\right)={n \choose k_{1},\ldots ,k_{r}}\cdot \prod _{i=1}^{r}p_{i}^{k_{i}}.}

## Esempio
Vi sono molti modi di distribuire a 3 giocatori 10 carte ciascuno, mettendone da parte 2, il tutto prelevato da un mazzo di 32 carte (come nel tradizionale gioco di carte tedesco skat). Quanti sono questi modi?
{\displaystyle {32 \choose 10,10,10,2}={\frac {32!}{10!\cdot 10!\cdot 10!\cdot 2!}}=2753294408504640.}